# Ephemerella maculata
Ephemerella maculata är en dagsländeart som beskrevs av Jay R. Traver 1934. Ephemerella maculata ingår i släktet Ephemerella och familjen mossdagsländor. Inga underarter finns listade i Catalogue of Life.